# Xenopus tropicalis
Espèce
Synonymes
- Silurana tropicalis Gray, 1864

Statut de conservation UICN

 LC  : Préoccupation mineure
Xenopus tropicalis est une espèce d'amphibiens de la famille des Pipidae. Ces crapauds griffus à peau lisse vivent dans des étangs et des mares en Afrique tropicale. Ils peuvent mesurer entre 4 et 6 cm. 

## Répartition
Cette espèce se rencontre en Afrique de l'Ouest : au Sénégal, en Gambie, en Guinée-Bissau, en Guinée, au Sierra Leone, au Liberia, au Burkina Faso, en Côte d'Ivoire, au Ghana, au Togo, au Bénin, au Nigeria, sur l'île de Bioko en Guinée équatoriale et en Cameroun,.

## Cycle de vie
Ce xénope possède un développement indirect, passant par une phase de têtard puis une métamorphose en un adulte. Le développement est également externe, puisque les œufs sont pondus en milieu aquatique. Le Xénope peut se reproduire toute l’année (préférentiellement de mai à juillet lorsque l’eau est à 20 degrés, 3 pontes par an) et de plus, sa fécondation peut être induite en laboratoire à l’aide de l’Hormone chorionique gonadotrope humaine (HCG).
La maturité sexuelle est atteinte au bout de 1 an post-fécondation pour les femelles et 6 mois pour les mâles.  
Le temps de génération est inférieur à 5 mois. 

## Génome

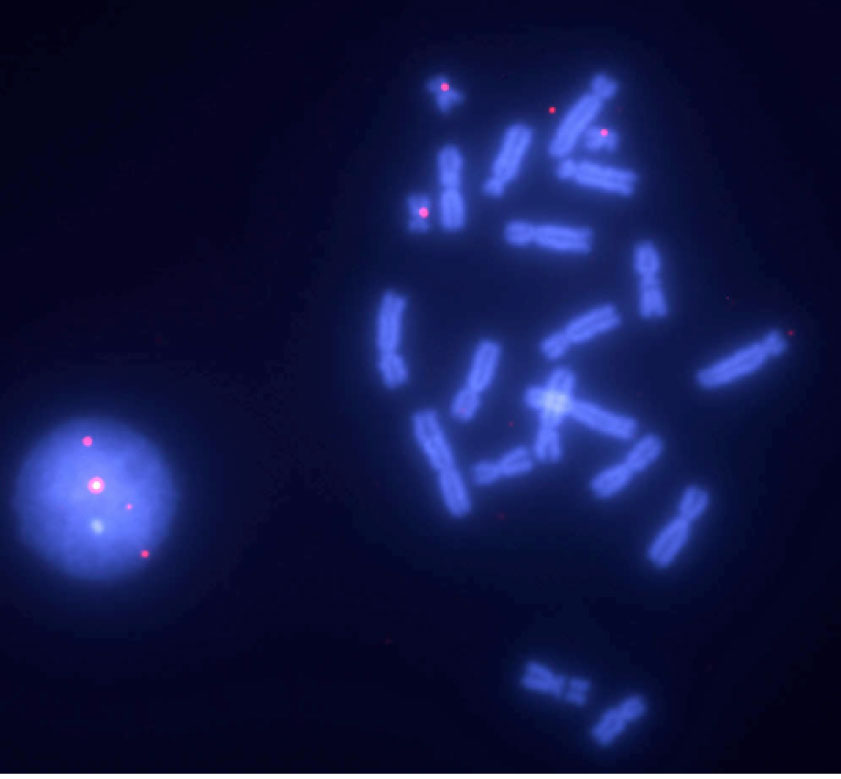
Hybridation in situ en fluorescence de Xenopus tropicalis

Le génome de Xenopus tropicalis contient 10 paires de chromosomes. Contrairement à Xenopus laevis, Xenopus tropicalis est diploïde. Le génome contient environ 1,7 milliard de paires de bases et environ 24 000 gènes. Le génome a fini d'être séquencé en 2010.

## Galerie

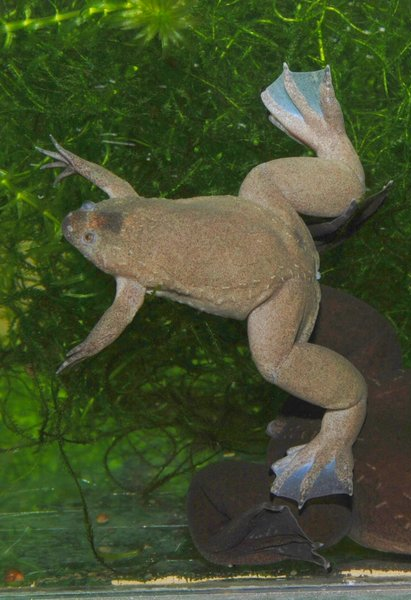
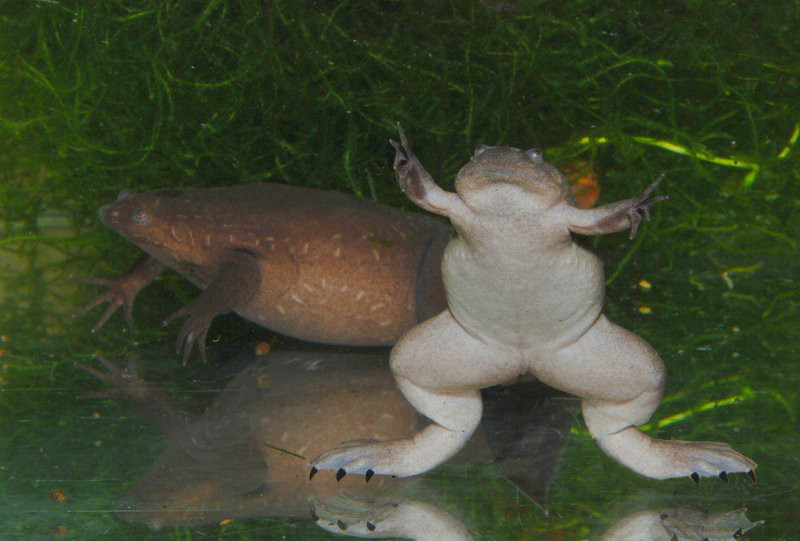
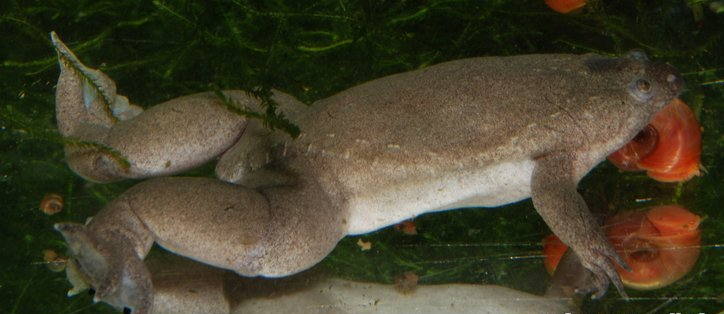
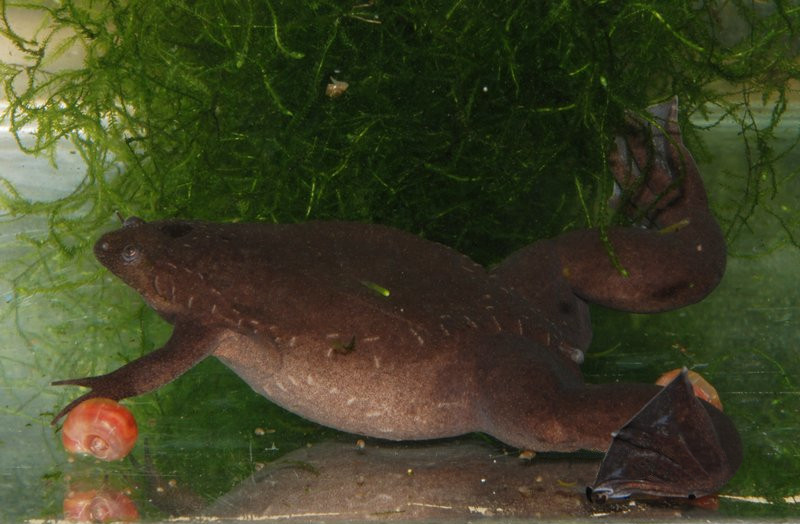
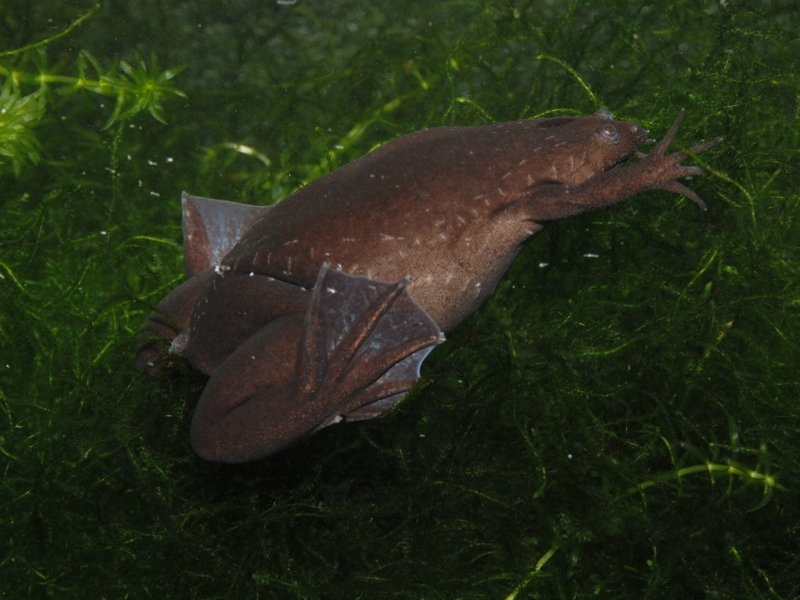
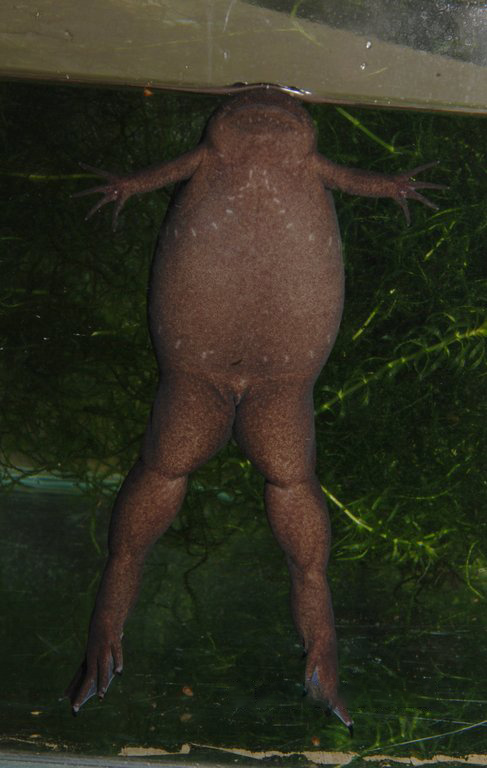

## Publication originale
- Gray, 1864 : Notice of a new genus (Silurana) of frogs from West Africa. Annals and Magazine of Natural History, sér. 3, vol. 14, p. 315-316 (texte intégral).